# Na układy nie ma rady
Na układy nie ma rady – polski film komediowy z 2017 roku.

## Treść
Marek Niewiadomski dostaje propozycję objęcia funkcji drugiego wiceministra. Nowa sytuacja diametralnie zmienia jego życie.

## Obsada[2]
- Grzegorz Małecki – Marek Niewiadomski
- Katarzyna Glinka – Renata Niewiadomska, żona Marka
- Piotr Polk – Lech Pazerny
- Jan Wieczorkowski – Stefan, brat Renaty
- Michał Milowicz – Stasio
- Leszek Teleszyński – profesor
- Monika Rygasiewicz – Ewa, sekretarka Marka w ministerstwie
- Andrzej Gałła – Zdzisław Omylak
- Anna Powierza – Jola, sekretarka Marka
- Marcin Kwaśny – agent ubezpieczeniowy Gwizdoń
- Przemysław Wyszyński – członek zgromadzenia „Światło Nadziei"
- Adam Biedrzycki – doradca Alan Ogórek
- Jacek Łuczak – urzędnik skarbowy
- Wojciech Duryasz – dziadek Marka
- Stanisław Błażejak – Marek Niewiadomski w dzieciństwie
- Małgorzata Sadowska – dziennikarka Joanna Cichoń
- Robert Wabich – dowódca CBA
- Magdalena Bochan-Jachimek – major policji
- Arkadiusz Gołębiowski – kapitan Skowron, dowódca ABW; w napisach nazwisko: Gołębiewski
- Angelika Kurowska – Asia, sekretarka dyrektora Marczewskiego
- Adam Graczyk – urzędnik ministerstwa
- Magdalena Homanowska – członkini zgromadzenia „Światło Nadziei"
- Magdalena Celówna-Janikowska – babcia
- Aldona Orman – dziennikarka tv
- Magdalena Modra-Krupska – Beatka, asystentka Omylaka
- Ewa Bardadin – lokatorka